# Distrikt Cojata
Der Distrikt Cojata liegt in der Provinz Huancané in der Region Puno in Südost-Peru. Der Distrikt entstand in den Gründungsjahren der Republik Peru. Er besitzt eine Fläche von 882 km². Beim Zensus 2017 wurden 4038 Einwohner gezählt. Im Jahr 1993 betrug die Einwohnerzahl 4546, im Jahr 2007 4354. Sitz der Distriktverwaltung ist die 4355 m hoch gelegene Ortschaft Cojata mit 1490 Einwohnern (Stand 2017). Cojata befindet sich 47 km ostnordöstlich der Provinzhauptstadt Huancané.

## Geographische Lage
Der Distrikt Cojata befindet sich im Andenhochland nördlich des Titicacasees im äußersten Osten der Provinz Huancané. Der Río Suches durchquert den Nordosten des Distrikts und verläuft anschließend entlang der östlichen Distriktgrenze nach Südosten.
Der Distrikt Cojata grenzt im Südwesten an die Distrikte Huayrapata (Provinz Moho), Rosaspata und Vilque Chico, im Westen an die Distrikte Inchupalla und Quilcapuncu (Provinz San Antonio de Putina), im Norden an den Distrikt Ananea (ebenfalls in der Provinz San Antonio de Putina) sowie im Osten an die bolivianischen Municipios Pelechuco, Charazani und Mocomoco.

## Ortschaften
Im Distrikt gibt es neben dem Hauptort folgende größere Ortschaften:
- Soraycho Umabamba (247 Einwohner)